# Sofoklís Venizélos
Sofoklís Venizélos, no alfabeto grego: Σοφοκλής Βενιζέλος, (Chania, 3 de novembro de 1894 — Mar Egeu, 7 de fevereiro de 1964) foi um político da Grécia. Ocupou o cargo de primeiro-ministro da Grécia.
Segundo filho de Eleftherios Venizelos, Sofoklis serviu com distinção no exército grego durante a Primeira Guerra Mundial e fases iniciais da campanha da Ásia Menor, alcançando o posto de capitão de artilharia. Demitiu-se do exército após ter sido eleito membro do Parlamento pelo Partido Liberal do seu país nas eleições de 1920. Em 1941, quando a Grécia estava ocupada por tropas alemãs, foi o embaixador nos Estados Unidos, representando o governo grego no exílio baseado no Cairo. Foi ministro deste governo em 1943, e seu primeiro-ministro em 1944.
Com o final da guerra, voltou de novo à Grécia, onde se tornou vice-presidente do partido liberal (liderado por Themistoklis Sofoulis) e ministro do primeiro governo do pós-guerra liderado por Georgios Papandreu. Em 1948 assumiu a liderança do partido e foi ministro numa série de governos liberais de curta duração dirigidos por Papandreou e Nikolaos Plastiras; em dois destes governos foi primeiro-ministro.
Em 1954 a sua longa amizade com Georgios Papandreu deteriorou-se, e Venizelos formou o Partido Democrático Liberal. As diferenças sanaram-se em 1958, e em 1961 funda juntamente com Papandreou o partido União do Centro, que servirá até à sua morte em 1964.
O seu túmulo está ao lado do de seu pai em Creta.